# Морвил (Мичиген)
Морвил (енгл. Morley) град је у америчкој савезној држави Мичиген.

## Демографија
По попису из 2010. године број становника је 493, што је 2 (-0,4%) становника мање него 2000. године.
| Група             | 2000.       | 2010.       |
| Белци             | 482 (97,4%) | 452 (91,7%) |
| Афроамериканци    | 1 (0,2%)    | 5 (1,0%)    |
| Азијати           | 1 (0,2%)    | 2 (0,4%)    |
| Хиспаноамериканци | 2 (0,4%)    | 28 (5,7%)   |
| Укупно            | 495         | 493         |